# Fox Chase (Kentucky)
Fox Chase è un comune degli Stati Uniti d'America, situato nello Stato del Kentucky, nella Contea di Bullitt.